# WTA de Curitiba
O WTA de Curitiba – ou Bancesa Classic, na última edição – foi um torneio de tênis profissional feminino, de categoria WTA Tier IV.
Realizado em Curitiba, na região Sul do Brasil, estreou em 1993 e durou uma edição. Os jogos eram disputados em quadras de saibro durante o mês de outubro.

## Finais

### Simples
| Ano  | Campeã      | Vice-campeã     | Resultado |
| ---- | ----------- | --------------- | --------- |
| 1993 | Sabine Hack | Florencia Labat | 6–2, 6–0  |

### Duplas
| Ano  | Campeãs                       | Vice-campeãs                      | Resultado |
| ---- | ----------------------------- | --------------------------------- | --------- |
| 1993 | Sabine Hack Veronika Martinek | Cláudia Chabalgoity Andrea Vieira | 6–2, 7–64 |